# Karolis Uzėla
Karolis Uzėla (ur. 11 marca 2000) – litewski piłkarz grający na pozycji pomocnika.

## Kariera klubowa
Wychowanek Žalgirisu Wilno, w którym rozpoczął treningi w wieku 10 lat. 3 maja 2017 zadebiutował w pierwszej drużynie tego klubu w wygranym 4:1 meczu ze Stumbrasem Kowno. W sierpniu 2018 został wypożyczony na sezon do SPAL. W lipcu 2019 wrócił do Žalgirisu. Pierwszego gola w A lydze strzelił 11 sierpnia 2019 w wygranym 3:0 meczu z Žalgirisem Kowno. Wraz z klubem zdobył mistrzostwo Litwy w sezonie 2020 i 2021. W styczniu 2022 podpisał trzyletni kontrakt z FK RFS. W czerwcu 2023 wrócił na Litwę, podpisując półtoraroczny kontrakt z Žalgirisem Kowno.

## Kariera reprezentacyjna
Młodzieżowy reprezentant Litwy w kadrach od U-16 do U-21. 2 września 2021 zadebiutował w seniorskiej reprezentacji w przegranym 1:4 meczu z Irlandią Północną.

## Życie osobiste
Jest kibicem Arsenal F.C., interesuje się także wyścigami Formuły 1.